# Континентални щати
Континенталните щати (на английски: Continental United States, U.S. Mainland), също Съседни щати (Contiguous United States, CONUS), понякога Долни 48 (Lower 48), са територията на САЩ между Канада и Мексико, включваща 48 щата и Федерален окръг Колумбия, всеки от тях граничещ с друго подразделение на федералната държава.
Регионът се намира на материка на Американския континент. Той граничи: на север – с Канада (включително чрез района на Великите американски езера), на изток – с Атлантическия океан, на юг – с Мексиканския залив и Мексико, на запад – с Тихия океан.
Континенталните щати заемат територия от 7 663 941,7 km2, което съставлява 83,65 % от общата площ на страната. Населението на региона през 2010 г. е 306 675 006 души (99,33 %).
До 1959 година всички щати на страната са се намирали в този регион. В обхвата му понастоящем не влизат:
- щатите:
  - Аляска (щат от 3 януари 1959) – намира се на материка, но не граничи с подразделение на САЩ
  - Хаваи (щат от 21 август 1959) – разположен в Океания, не граничи с подразделение на САЩ
- Островните територии и владения на САЩ – архипелагът Американски Самоа, остров Гуам, Северните Мариански острови, Пуерто Рико и Американските Вирджински острови

Към тези територии често се прилага терминът Outside (т.е. външна територия).
Крайни точки:
- най-висока точка – връх Уитни (4418 m надморска височина) в Калифорния
- най-ниска точка (и на Северна Америка) – Долина на смъртта (-86 m надморска височина) в Калифорния
- най-северна точка – Горско езеро (49°23′04.1″N 95°9′12.2″W) в Минесота
- най-източна точка – фар Уест Куоди Хед, гр. Любек (44°48′55.4″N 66°56′59.2″W) в Мейн
- най-южна точка – гр. Кий Уест, о. Кий Уест (24.544701°N 81,810333°W) във Флорида
- най-западна точка – нос Алава (48°9′51″N 124°43′59″W) във Вашингтон (спорно с нос Бланко в Орегон)